# Гридасов, Дмитрий Тихонович
Дмитрий Тихонович Гридасов (23 февраля 1925, Рубановка, Екатеринославская губерния — 16 января 1945, Кошице, Абауй-Торна) — красноармеец Рабоче-крестьянской Красной Армии, участник Великой Отечественной войны, Герой Советского Союза (1945).

## Биография
Дмитрий Гридасов родился 23 февраля 1925 года в селе Рубановка, в семье кузнеца. Окончил неполную среднюю школу, работал в колхозе. В начале Великой Отечественной войны оказался в оккупации, занимался подпольной работой, распространял листовки, участвовал в актах саботажа и диверсиях. После освобождения Рубановки Гридасов был призван на службу в Рабоче-крестьянскую Красную Армию. С октября 1943 года — на фронтах Великой Отечественной войны. Был пулемётчиком 846-го стрелкового полка 267-й стрелковой дивизии 51-й армии 4-го Украинского фронта. Отличился во время освобождения Крыма.
В ночь с 7 на 8 апреля 1944 года Гридасов в составе советских подразделений перешёл через Сиваш в районе посёлка Каранки Джанкойского района Крымской области и, скрытно подойдя к вражеским траншеям, атаковал их. Пулемётным огнём Гридасов нанёс противнику большие потери. Когда погиб расчёт соседнего пулемёта, он подобрался к нему и продолжил вести огонь. Действия Гридасова способствовали отражению немецкой контратаки. В том бою он лично уничтожил 9 немецких огневых точек и 1 пулемётный расчёт, а также несколько десятков солдат и офицеров. 13-14 апреля 1944 года Гридасов вместе с товарищами в районе посёлка Зуя Белогорского района отразил 5 контратак противника. В том бою он получил ранение, но поля боя не покинул, продолжая сражаться, уничтожив 60 солдат и офицеров.
16 января 1945 года Гридасов в бою за чехословацкий город Кошице, когда огонь из дзота остановил продвижение советских частей, скрытно подобрался к нему и бросил связку гранат в амбразуру, уничтожив гарнизон дзота, но и сам погибнув при этом. Похоронен в селе Мокранце у города Кошице в Словакии.
Указом Президиума Верховного Совета СССР от 24 марта 1945 года за «образцовое выполнение боевых заданий командования на фронте борьбы с немецкими захватчиками и проявленные при этом отвагу и геройство» красноармеец Дмитрий Гридасов посмертно был удостоен высокого звания Героя Советского Союза. Был также награждён орденом Ленина и медалью.

## Память

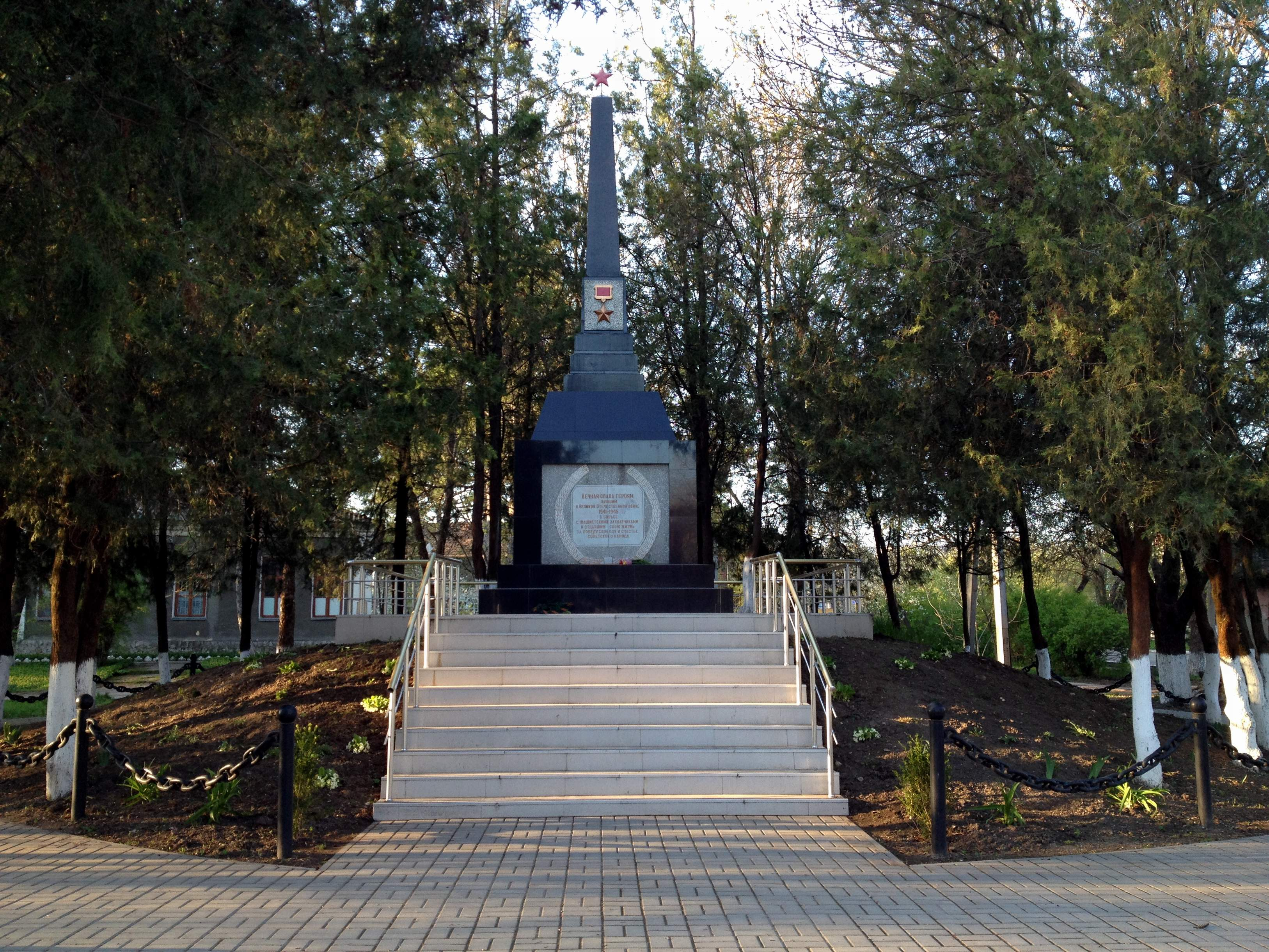
Братская могила советских воинов и партизан, ул. Шоссейная
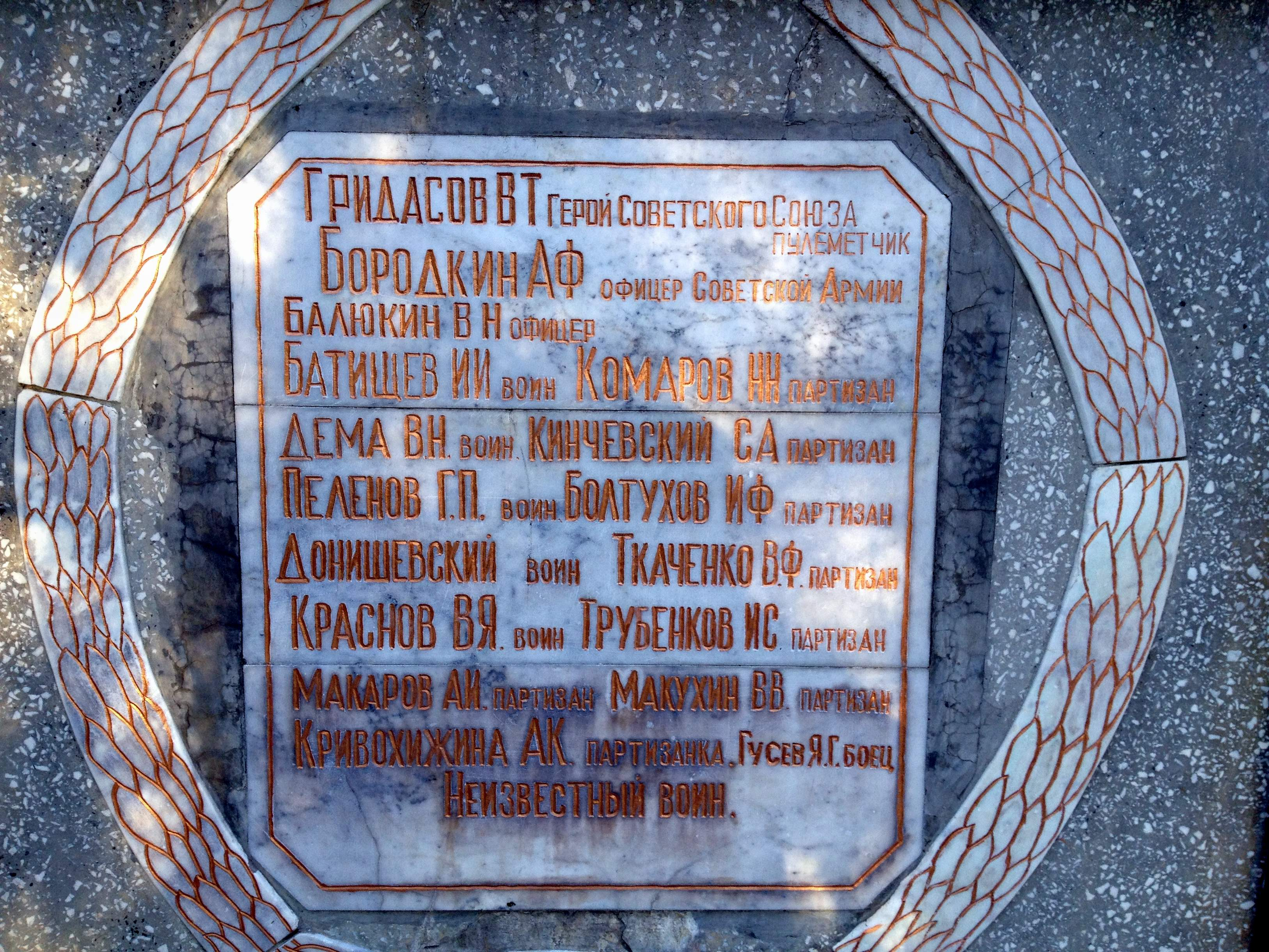
Список похороненных воинов и партизан
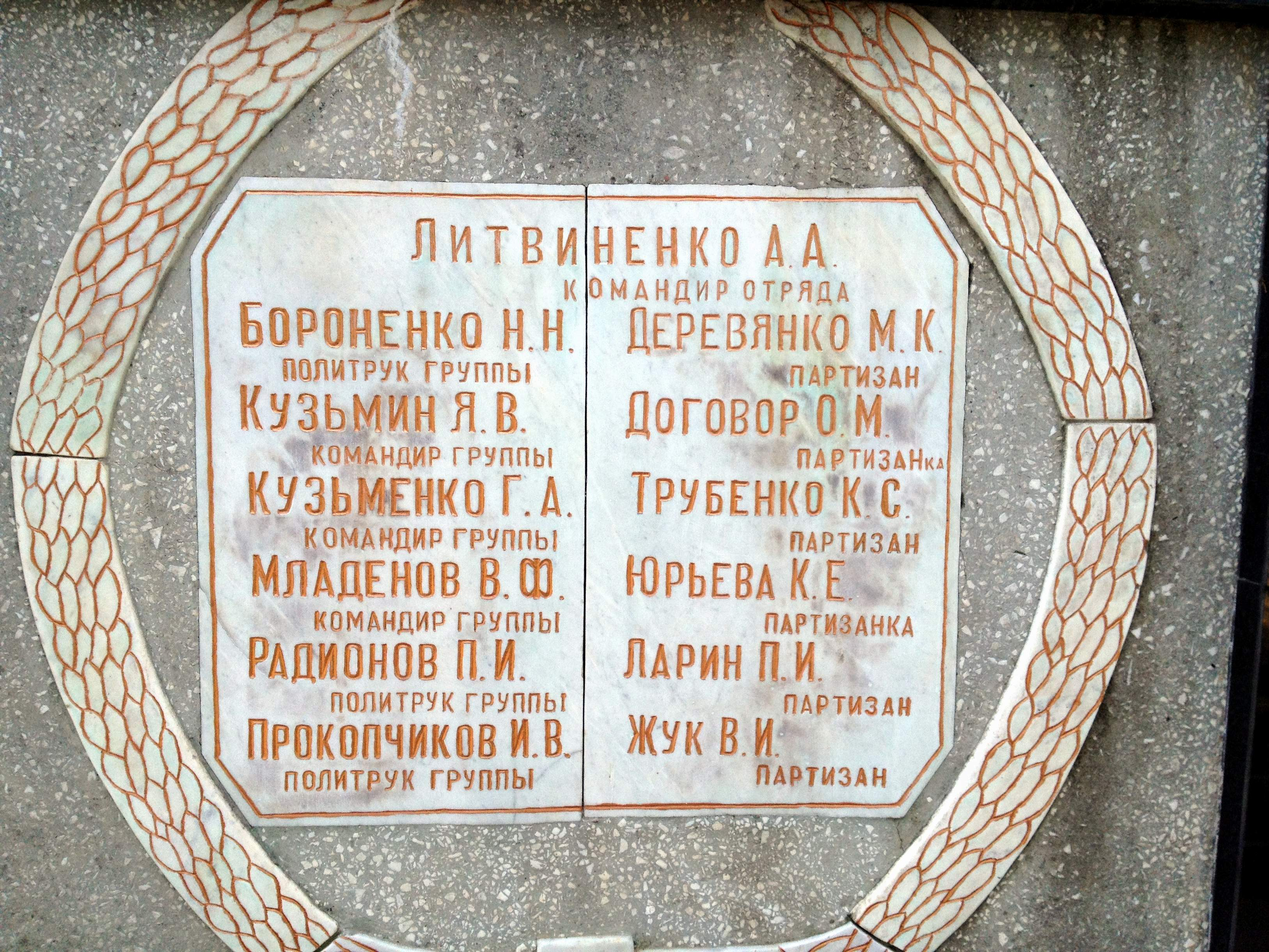
Список похороненных партизан

Символическое захоронение Д. Т. Гридасова (кенотаф) находится в Зуе, Белогорский район, Крым. Ныне это объект культурного наследия — Братская могила советских воинов (ул. Шоссейная); Объект культурного наследия народов РФ регионального значения. Рег. № 911710902950005 (ЕГРОКН)
Бюст Гридасова установлен в Рубановке.